# Stephen Kipkorir
Pour les articles homonymes, voir Kipkorir.
Stephen Arusei Kipkorir Anyim (né le 24 octobre 1970 et mort 8 février 2008 entre Nakuru et Eldoret) est un athlète Kenyan spécialiste du 1 500 mètres. Après avoir entamé une carrière militaire, il meurt dans un accident de voiture entre Nakuru et Eldoret le 8 février 2008.

## Carrière

### Palmarès
| Date | Compétition           | Lieu    | Résultat | Épreuve      | Performance   |
| ---- | --------------------- | ------- | -------- | ------------ | ------------- |
| 1996 | Jeux olympiques d'été | Atlanta | 3e       | 1 500 mètres | 3 min 36 s 72 |

### Records
| Épreuve      | Performance   | Lieu     | Date           |
| ------------ | ------------- | -------- | -------------- |
| 1 500 mètres | 3 min 31 s 87 | Lausanne | 3 juillet 1996 |